# Tatobotys albivenalis
Tatobotys albivenalis là một loài bướm đêm trong họ Crambidae.